# 鵜瀬島
鵜瀬島（うせじま）は長崎県長崎市にある島である。

## 概要
鵜瀬島は尾戸（おど）半島の南端、小口集落の向かいにある小島。幅約10 mほどの小口瀬戸に「小口橋」が架橋されており、車で行き来ができる。橋は1948年（昭和23年）に作られ、1996年（平成8年）に新しく架け替えられた。また、40 mほど東側には人や自転車などが渡れる歩道橋もある。昔は両岸に渡した綱をたぐって船で往来したり、干潮のときには浅瀬を歩いて渡るのどかな風景があったが、架橋されてからは離島という感覚はなくなった。

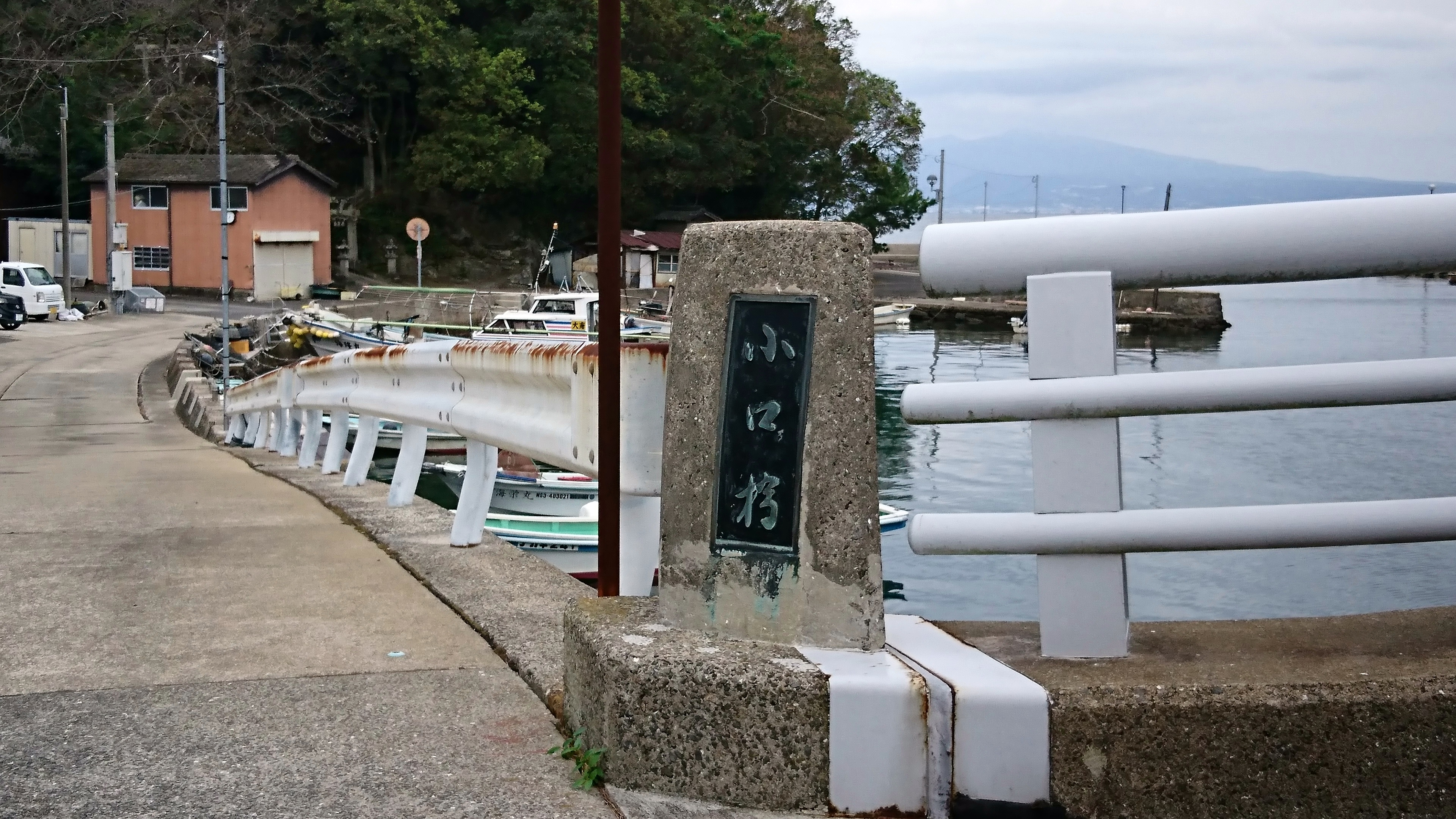
本土と鵜瀬島を結ぶ小口橋
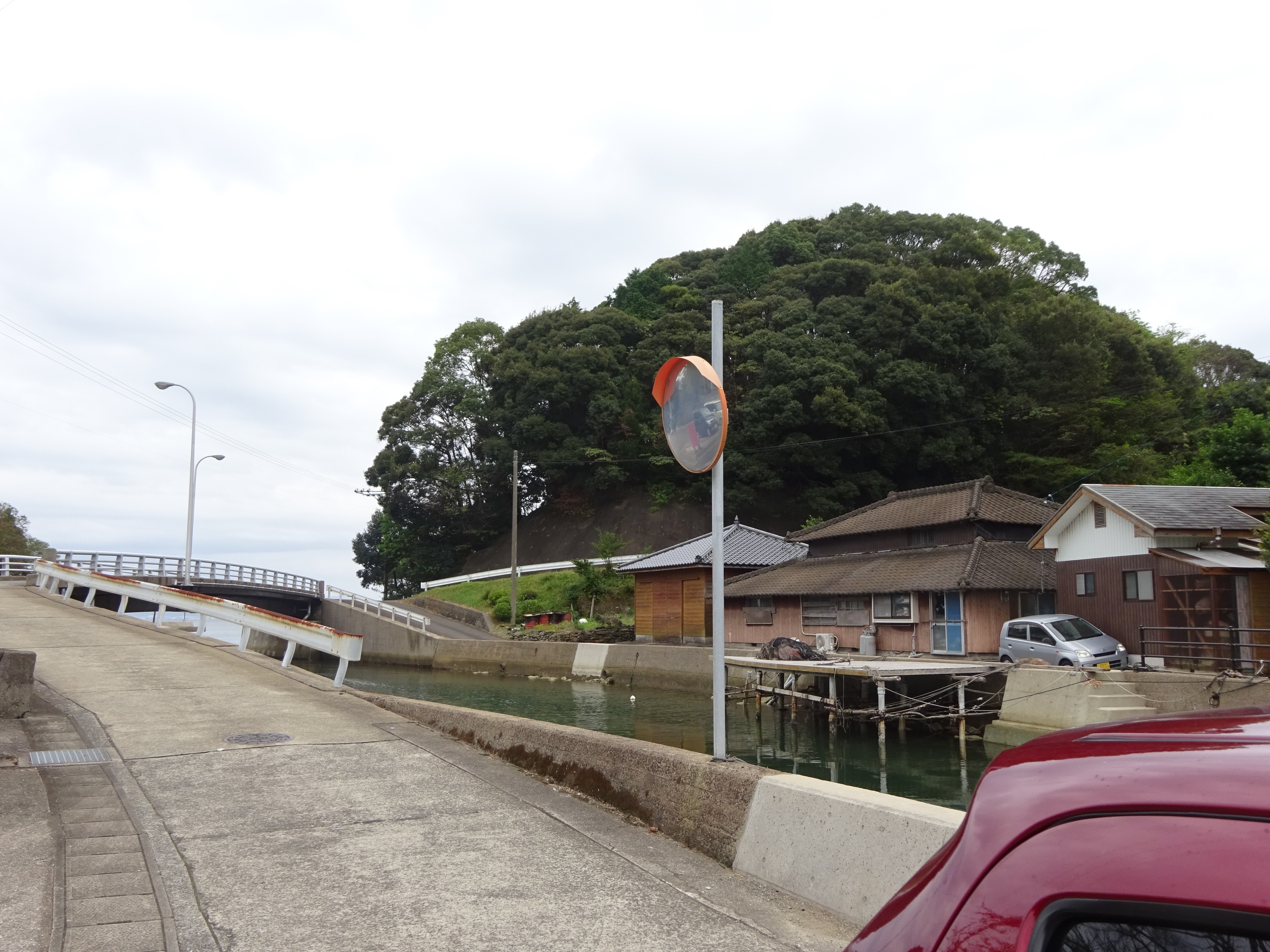
対岸の鵜瀬島と小口橋

## 交通
- 【船】西側対面にある長浦港→小口港（15分）
- 【バス】JR長崎駅→（国道206）→時津（20分）→（国道206・県道242）→小口港（1時間）[1]